# Kobra (DC Comics)
Kobra, el nombre clave utilizado por dos villanos ficticios, creados para la editorial DC Comics. El primer y segundo Kobra fueron Jeffrey Burr y su hermano Jason; aparecieron por primera vez en las páginas de su cómic homónimo, "Kobra" Vol. 1 #1 (febrero de 1976), siendo creados por Jack Kirby. Jason Burr se convertiría en el nuevo Kobra, justamente sería el heredero del manto para las páginas de Faces of Evil: Kobra #1 (marzo de 2009), siendo otorgado este manto por el escritor Iván Brandom y el dibujante Julián López. Además, Kobra es también el nombre de su organización y culto por el cual dirigen, son conocidos por haber sido uno de los enemigos clásicos de los Outsiders en la década de los años 80, cuando Batman lidera al icónico equipo luego de abandonar la Liga de la Justicia.

## Historia sobre la publicación
Históricamente, los dos Kobra fueron creados en el primer número de la serie Kobra de DC Comics, por Jack Kirby, siendo objeto de un proyecto elaborado para DC Comics, llamada Rey Kobra, y que además, el mismo Jack escribió y dibujó. Este primer número quedaría por un buen rato en stand-by en el inventario de DC Comics, por aquel entonces Jack Kirby abandonaría la editorial para regresar a Marvel Comics..
Con el tiempo, el concepto del personaje quedó en manos del escritor Martin Pasko, con la orden de continuar la serie. Sin embargo, Martin Pasko no quedó convencido por el concepto que originalmente planeó Jack Kirby del personaje, áún así, vio que no era una idea que se fuera a desechar, en el momento que Kirby salió de DC, así que trató de hacer lo mejor posible con el personaje, cambiando los diálogos y la intención del personaje, por lo que se dispuso a reescribir la historia, además, llegaría al equipo Pablo Marcos, que se encargaría de volver a dibujar al personaje. Ahora, cuyo título se retitularía como Kobra, apareciendo el primer número a finales de 1975 (aunque con fecha de febrero de 1976). Sin embargo, la serie sería cancelada, tras siete números, pero el número 8, que iba a salir originalmente, pasó parte de su contenido especial a ser publicado en las páginas de DC Special Series #1. Pasko dijo más adelante que "Escribí todos los números de "Kobra" con mi lengua firmemente plantada en mi mejilla, era un ejercicio absurdo de mi regazo, y que me ayudó a pagar el alquiler en un lugar muy agradable en la ciudad.
Kobra también volvería a aparecer en la publicaicón de 2009, en el one-shot Faces of Evil, escrito por Ivan Brandon.

## Biografía ficticia del personaje

### Jeffrey Franklin Burr
Kobra es una organización internacional terrorista, formada por un grupo de científicos locos, que han tenido sus enfrentamientos con la mayoría de los héroes disfrazados de la Tierra, cuyos intentos es buscar el comienzo del Kali Yuga (una era de caos, siendo el mismísimo apocalipsis). El líder de la organización es Jeffrey Franklin Burr, que desde su nacimiento, cuyos orígenses se remontan haber sido parte de una pareja de gemelos siameses, pero éste fue robado al nacer por el culto al dios Kobra, ya que una profecía afirmaba que los conduciría a gobernar el mundo. Bajo sus enseñanzas, se convirtió en el cerebro de la organización, un sádico guerrero peligroso y terrorista. Con el bajo su mando, el culto se hizo el uso de una tecnología avanzada para poder amenazar al mundo. Los seguidores de Kobra con frecuencia abordaban a su maestro como el "Naja Naja-", "naja naja" cuyo binomio de palabras es para identificarlo con el nombre o palabra Naja naja. Más tarde, cuando se convirtió en el "Nāga-Naga", resultó que se había convertido en un título que carecía sentido, puesto que traducía del sánscrito como "serpiente de la serpiente". Si este cambio fue intencional o un error, se desconoce.
Sin embargo, culto desconocía un secreto sobre su líder, y era que Jeffrey poseía un enlace psíquico con su hermano gemelo, Jason, que desconocía acerca de la organización Kobra. Como resultado, ambos podían sentir lo que uno podía experimentar, como es el caso del dolor. Debido a esto, su hermano sería reclutado por una agencia internacional para poder ayudar a combatir a Kobra. En un primer momento, Kobra no fue capaz de matar o incluso dañar a su hermano. Finalmente, sin embargo, utilizaría un dispositivo que le permitiera "apagar" su enlace psíquico, dándole la oportunidad de matar a su redescubierto hermano Jason. Sin embargo, Kobra posteriormente sería perseguido por una serie de visiones de su propio hermano. Si realmente era su fantasma o parte de una ilusión o alucinación, esto simplemente hacia parte de la imaginación de la psiquis de Kobra, sin embargo, esto nunca fue revelado.
En los años siguientes, Kobra chocaría contra varios héroes, incluyéndose al mismísimo Batman, con quien fuese el primero de los héroes con el que se enfrentó, cuando estaba creando su propia versión de un pozo de Lázaro. Kobra había aprendido las técnicas por el cual podía construir la fórmula de los componentes de una versión modificada el agua del Pozo de Lázaro, y que le había permitido controlar las mentes de aquellas personas a las que mataba y resucitaba. Kobra de momento, ha sido la única persona en el Universo DC que ha estado cerca de descifrar la fórmula que recreara los componentes químicos del agua del Pozo de Lázaro más que ningún otro villano, incluido aquel siempre que ha estado asociado a este manantial: Ra's Al Ghul. Kobra tenía preocupaciones especiales como la amenaza de la Mujer Maravilla, a la cual trató de asesinarla, como cuando contrató a un grupo de asesinos internacionales, cuya operación fue llevada en secreto, por parte del corrupto jefe de la oficina de Crisis de la ONU Morgan Tracy (quién fuera también jefe de Diana Prince), y que además también se encargó del secuestro irremediable pero perjudicial activista del medio ambiente Deborah Domaine, por parte de la fuerza que se organizó enh conjunto con la nueva versión de Cheetah, y en última instancia, así también como crear un frente resistencia armada en Egipto; adicionalmente ha fingido su propia muerte después de haber sido derrotado por la princesa amazona. Poco tiempo después, las diversas fuerzas de ataque del equipo de Kobra lucharon y se enfrentaron con diferentes versiones alternas de Batman. Kobra también ha luchado contra el tercer Flash, también ha tenido como enemigos a los criminales que han formado parte del Escuadrón Suicida de Amanda Waller, la encarnación original Checkmate, al Capitán Atom, A una versión de Superman cuya personalidad había sido intercambiada con Ambush Bug a causa de su exposición con la kriptonita roja, entre otros. Kobra ha sido entre los pocas personas que han sido capaces de derrotar a Batman en combate cuerpo a cuerpo, y de hecho lo logró en una ocasión.
La única organización nunca compitió con Kobraen el Universo DC Pre Crisis) fue SKULL. Hubo frecuentes enfrentamientos registrados entre ambos grupos, el último de ellos, se registró en las páginas de Outsiders Vol. 1 Anual #1 en la historia titulada "El cráneo de la serpiente... y los Outsiders".
Después de la traición de su amante Eva durante el fiasco que tuvo la fuerza de ataque de Kobra, la organización se dividió en dos y Kobra estableció su propio grupo por separado. En las páginas del cómic "Power Company: Zapphire" #1, la Liga de la Justicia se apresura a llegar a San Diego para evitar una serie de desastres causadas por las facciones rivales del culto a Kobra, que se preparaban para ir a la guerra. Una facción fue dirigida por Eva; y la otra fue dirigida por el propio Kobra.
Él secuestraría al antiguo héroe conocido como Air Wave y lo utiliza para tomar el control de los medios de comunicación de todo el mundo y los recursos los satélites, con la intención de poder lograr destruir una gran cantidad de ciudades en todo el mundo. Sin embargo, cuando se preparaba para una demostración de su poder, intenta matar a Terri Rothstein, la madre de Nuklon, también conocido con el nuevo alias de Atom Smasher, asegurandoque que la Sociedad de la Justicia de América participara al lograr que enfrentarlos. (La vida de la señora Rothstein más adelante sería salvada adebido a un viaje en el tiempo llevado a cabo; Atom Smasher se intercambia con el villano Extant para que el mismo número de personas que murieron en el accidente aéreo compensara la aparente muerte de su madre).
Kobra reaparecería en las páginas de la JSA Vol. 1 # 45, donde se llevó a cabo su juicio. Se hizo caso omiso a las acusaciones de terrorismo, diciendo que él era un alma iluminada (un bodhisattva) tratando de pagar una deuda con las almas libres debido a su actos de violencia que le afectaban a su karma que le hacían provocarlos al azar. Después de esto, sus seguidores amenazaron con asesinar a los medios de comunicación que se encontraban afuera de la corte con implantes de bioingeniería. Con esta táctica, le permitió celebrar una poderosa ventaja, debido a que sus seguidores al tenerlos de rehenes obligó a la JSA que Kobra pudiera escapar, llevando a la indignación a Black Ádam y a Atom Smasher, quienes posteriormente decidieron dejar el equipo. En las páginas de la JSA Vol. 1 #51, Atom Smasher, Black Ádam, Northwind, y Brainwave lograron seguir la pista de Kobra hasta su cuartel general en las montañas del Himalaya, donde se encontraron con unas personas que habían estado profetizando un Reino de Oscuridad' y que estaban al servicio de Kobra. Sin embargo, ellos les permitieron seguir su camino debido al regreso de Eclipso y Obsidian, luego de que Alex Moretz lograse obtener control del poder del cristal de Eclipso y que Alan Scott lograse redimir a Obsidian. Tras asesinar a los guardias de Kobra, Black Ádam rompe el corazón de la oscuridad y éste cayendo muerto en un instante.

### Jason Burr
El hermano gemelo de Jeffrey Jason fue reimaginado para ser el sucesor del culto a Kobra, durante la publicación de la historieta "Faces of Evil: Kobra" #1 (marzo de 2009), esto fue debido a la utilización de las aguas de un pozo de Lázaro que Kobra había logrado obtener. Esto implicó que la organización provocase la muerte de toda una instalación de agentes de Checkmate, entre ellos, varios de los viejos amigos de Burr. Dentro del One-Shot, Jason revela que había decidido reestructurar a la organización matando a todos los antiguos miembros. Antes de revelarse a sí mismo como el nuevo líder del "Culto a Kobra", Jason pasó algún tiempo encubierto como agente Checkmate para aprender sus secretos.

## Organización Kobra
- La organización Kobra ha sobrevivido a la muerte de Jeffrey Burr, y ha ido ganando adeptos. Durante los acontecimientos de Crisis de Identidad, se reveló que uno de los presos de la prisión de Belle Reve (aquel conocido como Slipknot) a veces se han convertido en miembros del culto de Kobra, para disgusto general de los demás supervillanos del  Universo DC.[15]
- Al igual que Ra's al Ghul, Kobra ha poseído una red oculta especializados en la obtención del agua de los Pozos de Lázaro .
- Kobra parecíera que mantiene ocupado a muchos de sus seguidores al establecerlos en subsecciones especializadas. Una de ellas era de los Blackadders, un grupo de fanáticos ninja. En el pasado, Kobra operaba un programa de investigación y reclutamiento metahumano agresivo. Este programa dio a luz a las dos versiones conocidas del equipo de contrataque de Kobra.
- Kobra está actualmente sigue siendo activo en el Universo DC como una organización terrorista con inclinación religiosa. Tras la muerte de Jeffrey Burr, la organización se ha sometido a una lucha de poderes, con muchos aspirantes a líderes, incluyendo al Rey Serpiente, y (de manera involuntaria) a un compañero de escuela de Tim Drake, que al parecer se ajustaba a ser el candidato para ser el elegido de la profecía, pero esto al parecer se ha dejado un poco de lado: Ya que actualmente tiene un nuevo líder (esto debido posiblemente a los cambios ocurridos con la organización y la reestructuración de la vieja escuela Kobra). Bajo ella, la organización ahora ha buscado cumplir las profecías a cabalidad el Kali Yuga. Ha estado luchando activamente contra la super agencia de super-espías más conocida como Checkmate.
- El más reciente líder del Culto a Kobra tiene el título de un tipo de Serpiente, los miembros de bajo nivel son conocidos como las puntas de lanza, los miembros de más alto nivel son llamados Nagas (Checkmate Vol. 2 #4),[16] el nivel más alto con este tipo de asignaciones se les denominan los conferidos, místicos que se especializan en el uso de magia de la sangre (Checkmate Vol.2 #24).[17]
- Después de la resurrección de Jason Burr, quién tomó el mando de la organización quién decidió reorganizarla.(Faces of Evil: Kobra #1).[14]

## Otras versiones
- En Kingdom Come, Jeffrey Burr parte del Frente de Liberación de la Humanidad, liderado por Lex Luthor.

## Apariciones en otros medios

### Televisión
- Una encarnación futurista de la organización Kobra aparece en una serie ambientada en el Universo animado de DC (DCAU), con varios miembros expresados por Corey Burton, Kerrigan Mahan, Gary Anthony Sturgis y Keith Szarabajka. Esta versión del grupo es una organización terrorista global compuesta principalmente por científicos obsesionados con los reptiles y los dinosaurios, imaginando a estos últimos como la única forma de vida capaz de gobernar el mundo y buscando formas de empalmar a la humanidad con el ADN de los dinosaurios. Para emular mejor a las especies que admiran, Kobra realizó pruebas en personas secuestradas, se convirtió en criaturas reptilianas y utilizó tecnología de punta para robos, extorsiones y terrorismo.
  - Kobra aparece por primera vez en Batman Beyond. Presentados en el episodio "Plaga", desarrollan un supervirus capaz de una devastación biológica completa. Después de contratar a False-Face para pasar el virus de contrabando a Neo-Gotham, los agentes de Kobra irrumpen en Gotham Plastics para exponer millones de tarjetas de crédito con el virus y propagarlo por toda la ciudad. Como plan de respaldo, también convierten a False-Face en un portador del virus. Kobra planeó exigir un rescate de 10 mil millones de créditos, pero Stalker y Batman los interceptaron y frustraron. En el episodio de dos partes "Curse of the Kobra", se revela que Kobra ha estado trabajando en la ingeniería genética del líder perfecto para su organización, a quien llamaron Zander (con la voz de Alexis Denisof), ya que carecían de un liderazgo cohesivo. A lo largo de su gestación, infancia y adolescencia, Kobra preparó a Zander para que los guiara. Después de alcanzar la mayoría de edad, lidera la organización en el robo de ADN de dinosaurios para transformar a sus operativos en híbridos de dinosaurios. Como sus nuevos híbridos eran de sangre fría, Kobra también roba una bomba térmica, con la intención de detonarla dentro de un volcán que conduce al núcleo de la Tierra y eleva la temperatura del planeta. Sin embargo, Batman, Max Gibson y Kairi Tanaga los frustran, y Zander se pierde en la batalla que sigue. En flashbacks representados en el episodio "Unmasked", Batman reveló su identidad secreta a un niño y, sin darse cuenta, lo convirtió en un objetivo de Kobra. Si bien los terroristas capturaron a este último y usaron una máquina de memoria en un intento por conocer la identidad de Batman, el niño pudo engañarlos reemplazando la cara de Batman con la de su figura de acción favorita.
  - Kobra aparece en el episodio de Static Shock, "Future Shock", con su nuevo líder anónimo con la voz de Lance Henriksen. Después de que arrestan a su líder, Kobra captura a Static para aparentemente negociar un intercambio mientras ayuda en secreto a su líder a escapar. Una vez que es liberado, el líder de Kobra intenta matar a Static, solo para ser frustrado por Batman y el yo más joven Static que viaja en el tiempo, quien libera a la contraparte mayor de este último para que pueda derrotar a Kobra.
- El culto de Kobra aparece en el avance del episodio de  Batman: The Brave and the Bold, "Requiem for a Scarlet Speedster", con su líder interpretado por Robin Atkin Downes. Intentan sacrificar a una mujer joven en preparación para la dominación mundial, solo para enfrentarse a Batman y los Forasteros. Aunque los héroes logran derrotar a Kobra y salvar a la mujer, Batman se entera de que los Forasteros se olvidaron de destruir un puente cercano que habría impedido que llegaran los refuerzos de Kobra.
- La encarnación de Jeffrey Burr de Kobra y su culto aparecen en el episodio de Young Justice, "Drop Zone", con la voz de Arnold Vosloo. Esta versión es más calculadora que su contraparte de los cómics y es un artista marcial. Él y su culto entran en conflicto con Bane por Santa Prisca y combinan la droga Venom de este último con la fórmula Blockbuster para crear una transformación más poderosa y permanente para la Luz. Kobra y su culto terminan luchando contra Bane y el equipo, y el propio Kobra lucha contra Robin antes de escapar.
- Jason Burr aparece en Beware the Batman, con la voz de Matthew Lillard. Esta versión es el inventor del Ion Cortex, un dispositivo que potencialmente podría administrar el poder del mundo. Presentado en el episodio "Safe", Batman y Katana trabajan para proteger a Burr de la Liga de Asesinos después de que lo apuntan a él y al Ion Cortex. Mientras tanto, Burr se enamora de Katana. Después de ser atacado y poseído por Cypher, miembro de la Liga de Asesinos, Burr se pone en contacto en secreto con la líder de la Liga, Lady Shiva, y termina el Ion Cortex para ella. Mientras que Batman y Katana finalmente escapan del control de Cypher para que pueda apagar el Ion Cortex, Shiva usa la espada Soultaker sobre él antes de que pueda terminar.

### Película
La encarnación de Jeffrey Burr de Kobra aparece en Batman: Soul of the Dragon, con la voz de Josh Keaton. Esta versión fue secuestrada y lavada el cerebro por el culto de Kobra cuando era niño para ser su salvador. En el presente, planea abrir una puerta en Nanda Parbat para liberar al dios serpiente Nāga ofreciendo las almas de los niños a través de la espada Soul Breaker. Después de que sus fuerzas son derrotadas por Lady Shiva, Richard Dragon, Ben Turner y Batman, los héroes le suplican a un desesperado Burr que rechace a Kobra. En última instancia, Burr se apuñala a sí mismo con Soul Breaker, lo mata y libera a Nāga.

### Varios
- En el cómic basado de la serie animada de Young Justice, Kobra apareció en la edición #16, siendo este un tie-in cómic a la serie animada. Planea realizar un ritual en su hermano gemelo, el Dr. Jason Burr, solo para ser interrumpido por Batman, Flash, Green Arrow, Robin, Kid Flash y Artemis. A pesar de esto, Kobra intenta reanudar el ritual alimentando a una serpiente con la sangre de Jason antes de beberla él mismo junto con la fórmula Blockbuster. A medida que adquiere habilidades de serpiente, Jason es absorbido por su daga. Sin embargo, Kobra es pinchado por la daga, deshaciendo su mutación y restaurando a Jason.
- El primer Rey Kobra aparece en Batman '66.
- También hizo aparición en una versión alternativa de Kobra en la webserie "Justice League: Gods and Monsters Chronicles".